# 林世嘉
林世嘉（Lin Shih-chia，1969年4月15日—），臺灣臺中人，民主進步黨政治人物。國立陽明大學衛生福利研究所碩士，國立臺灣大學公共衛生學系學士，現為財團法人台灣醫界聯盟基金會執行長，並擔任台安生物科技股份有限公司總經理。曾任立法委員、行政院「推動參與世界衛生組織跨部會小組」成員，推動二二八守護台灣大聯盟舉行「百萬人牽手護台灣」，國家衛生研究院「生命及醫療倫理規範研擬與制定專責小組」委員，參與WHO「全球SARS防治會議」，生物技術開發中心顧問，臺灣歐洲聯盟研究協會理事。
自1996年以來投入「推動台灣加入世界衛生組織（World Health Organization, WHO）」運動，為提升全球對台灣的瞭解及為我國加入WHO發聲，二十年來不曾間斷地推動國內外相關倡議，在各國間奔走尋求國際友人及各國議會的支持。目前持續受邀擔任衛生福利部國際醫療管理工作小組專家顧問、衛生福利部世衛顧問團顧問，並曾任行政院「推動參與世界衛生組織跨部會小組」委員、國家衛生研究院「生命及醫療倫理規範研擬與制定專責小組」委員、參與WHO「全球SARS防治會議」、擔任生物技術開發中心顧問及臺灣歐洲聯盟研究協會理事等重要職位。
此外，林世嘉致力推動台灣生技環境之發展，除長期辦理臨床試驗訓練課程外，近年來更投入創新生醫領域之政策與產業研究，包含再生醫療、細胞治療及數位健康等新興醫療科技議題。

## 立法委員時期
2011年10月11日，林世嘉獲台灣團結聯盟提名為2012年中華民國立法委員選舉全國不分區立委排名第四位。
2012年4月6日，林世嘉於立法院國是論壇公開講述鄭南榕自焚歷史落淚，支持其精神、支持臺灣獨立運動；並推動立法鄭南榕殉道日為「言論自由日」。
2013年6月，由於《會計法》修法為前立委顏清標等人除罪化引發爭議，時任台聯黨立院黨團總召集人的林世嘉擅自簽署引發不滿。林世嘉於6月5日辭去黨團總召一職。
2013年7月1日，台聯宣佈，由於林世嘉在《會計法》修法處理獨斷獨行、違背黨決策程序，中執會通過開除林世嘉黨籍，其不分區立委職位由同黨籍前高雄市議員葉津鈴遞補。台聯按黨章規定給予林世嘉10天申訴期，但林世嘉無申覆，台聯才向中央選舉委員會發函。7月16日，中央選舉委員會委員會議審定通過葉津鈴遞補林世嘉的立委職缺，立法院註銷林世嘉的立委名籍。
2019年11月14日，民主進步黨召開第十八屆第二十次中央執行委員會，林世嘉被提名為立法委員選舉不分區名單第二十九位。

## 選舉紀錄
| 年度 | 選舉屆數           | 選舉區                                 | 所屬政黨     | 得票數    | 得票率 | 當選標記 | 備註     |
| ---- | ------------------ | -------------------------------------- | ------------ | --------- | ------ | -------- | -------- |
| 2012 | 第八屆立法委員選舉 | 全國不分區及僑居國外國民立法委員選舉區 | 台灣團結聯盟 | 1,178,797 | 8.96%  |          | 婦女保障 |
| 2020 | 第十屆立法委員選舉 | 全國不分區及僑居國外國民立法委員選舉區 | 民主進步黨   | 4,811,241 | 33.98% |          |          |

## 外部連結
- 林世嘉的眼淚 （页面存档备份，存于）
- 醫界聯盟基金會執行長林世嘉遭WHO拒絕進入 （页面存档备份，存于）
- 推動台灣加入世衛組織 林世嘉愈挫愈勇 （页面存档备份，存于）
- 欲蓋彌彰的世衛密件（林世嘉）
- 財團法人台灣醫界聯盟基金會 （页面存档备份，存于）
- 台安生物科技股份有限公司 （页面存档备份，存于）

| 政党职务     | 政党职务                                            | 政党职务      |
| ------------ | --------------------------------------------------- | ------------- |
| 台灣團結聯盟 |                                                     |               |
| 前任： 首任  | 台聯立法院黨團副總召集人 2012年2月1日─2013年7月15日 | 繼任： 葉津鈴 |